# Rote Raben Vilsbiburg
Rote Raben Vilsbiburg (dosł. pol. Czerwone Kruki) – żeński klub piłki siatkowej z Niemiec. Został założony w 1971 roku z siedzibą w mieście Vilsbiburg. Obecnie występuje w Bundeslidze.

## Sukcesy
Mistrzostwo Niemiec:
- 2008, 2010
- 2005, 2006, 2009, 2014
- 2011, 2012,2013

Puchar Niemiec:
- 2009

## Kadra zawodnicza 2012/2013
- 1.  Cristina Oliveria Ferreira
- 2.  Lenka Dürr
- 4.  Jana Franziska Poll
- 5.  Lena Möllers
- 6.  Celin Stöhr
- 7.  Renata Cristina de Jesus Benedito
- 8.  Adriana dos Santos Andrade
- 11. Liana Mesa Luaces
- 12. Anna Pogany
- 14. Lena Stigrot
- 16. Sonja Newcombe